# Sofia Olsson

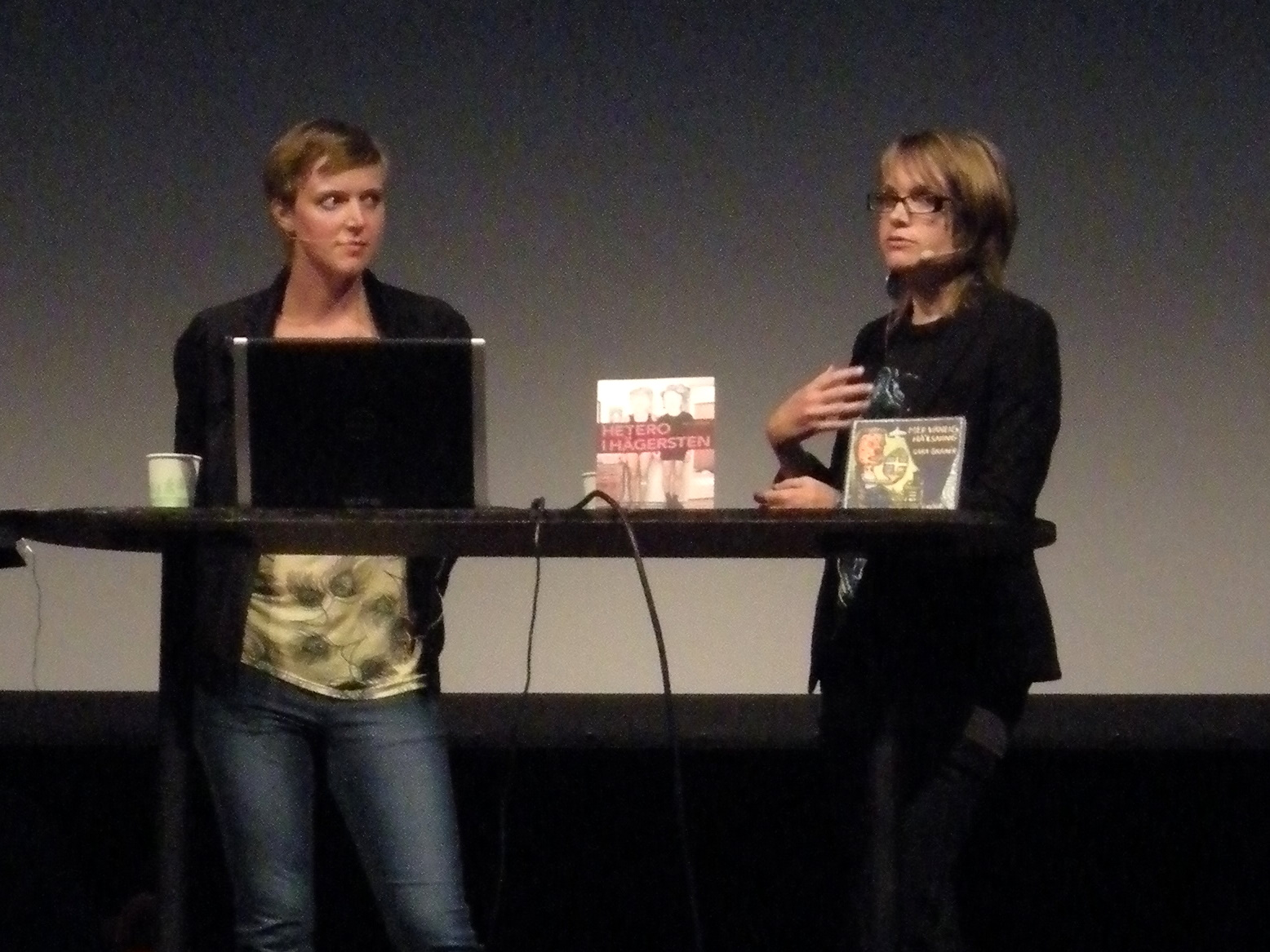
Från vänster: Sofia Olsson och Sara Granér på Peace and Love i Borlänge 2010.

Sofia Olsson, född 1979 i Sundsvall, är en svensk serieskapare, journalist och sedan 2018 förläggare på Galago förlag och ansvarig utgivare för tidningen Galago. Hon bokdebuterade 2007 med seriealbumet Ända hit, ett reportage i serieform om hur det är att vara invandrare i Sverige. 2010 släpptes hennes andra seriealbum Hetero i Hägersten på förlaget Galago, och 2013 kom uppföljaren Det bästa barnet. Sofia Olsson var 2005 med och startade seriekollektivet Dotterbolaget. 2014 startade hon Syster förlag tillsammans med serietecknaren Åsa Grennvall.
Sofia Olsson har arbetat som reporter på litteraturprogrammet Babel i Sveriges Television. Hon har även varit programledare och reporter på Kulturnytt i Sveriges Radio P1.